# Wolfgang Borchert
Wolfgang Borchert (Hamburgo, 20 de maio de 1921 - Basileia, 20 de novembro de 1947) foi um dramaturgo e escritor alemão.

## História
Teve uma curta existência de 26 anos, a qual foi marcada por experiências nos campos de batalha da Segunda Guerra Mundial, por várias prisões políticas e por uma doença prolongada, que foi contraída quando ele ainda era soldado e que se agravou pela falta de medicamentos e alimentação adequados, levando-o à morte.
A mãe de Borchert, Herta Salchow, era escritora regional, tendo publicado uma coleção de contos e algum textos esparsos em revistas e jornais. O pai, Fritz Borchert, era professor primário e desempenhava o papel de crítico.
Com apenas quinze anos, Borchert escrevia poesias e seu modelo predileto era Rilke, porém, na sua produção poética podem ser encontrados, também, traços da poesia expressionista, em especial de Trakl.
Em 1938, Wolfgang abandona a escola por mau aproveitamento em matemática e línguas estrangeiras: seu desejo é tornar-se ator, mas os pais procuram demover tal desejo, e contra a vontade do jovem, fazem-no aprendiz em uma livraria.
Nessa época frequenta às escondidas um curso de teatro, através do qual faz conta(c)to com pessoas que possibilitam a participação dele em reuniões em que se discute literatura, em especial a proibida literatura expressionista. É nesse momento que as dificuldades com a Gestapo se iniciam.
Desde que passou a fazer parte da juventude hitlerista, Borchert já havia se mostrado contra o regime ditatorial, evidenciando sua aversão a uniformes e disciplina militar, e a qualquer forma de sociedade que eliminasse a liberdade individual. Aqui, há de se mencionar a influência de sua cidade natal, Hamburgo, que foi um centro conhecido pela resistência intelectual ao nazismo.
Durante a Segunda Guerra Mundial, quando era soldado, Borchert foi preso várias vezes, obtendo um total de 17 meses de prisão.
No começo de 1945, a tropa da qual fazia parte é aprisionada pelos franceses. Junto com um companheiro, Borchert consegue escapar e chegar a Hamburgo, graças às facilidades asseguradas por seu passado político anti-nazista.
Na sua cidade natal, em conjunto com alguns amigos, Wolfgang funda um pequeno teatro, chamado Die Komödie. Na mesma época, é convidado por seu antigo professor de arte dramática a trabalhar como assistente de direção na Hamburger Schauspielhaus, tarefa que o entusiasma, mas que sua debilitada saúde não permite levar adiante.
Depois de uma longa estadia em hospitais e esgotados os recursos médico-hospitalares, Borchert volta para casa, onde parece não se dar conta da gravidade de seu problema. Nos intervalos de febre e dor, dedica-se a escrever e a receber amigos, atividades que muito o agradam. Seu desejo de viver é grande, e a doença é uma temática que ele evita.
Todos os textos narrativos de Borchert terão por motivação acontecimentos reais, quase sempre ligados à sua vivência, daí a importância que se deve dar aos fatos ligados à sua vida.
A angústia expressa nas obras dele é um pouco da angústia de toda a geração que vivenciou a guerra. As pessoas identificam-se com as acusações de Borchert, pois também sentem-se roubadas e enganadas nos melhores anos de suas vidas pelos acontecimentos da época.

### Wolfgang Borchert - Hörspiel
Drauβen vor der Tür foi lançado primeiramente como Hörspiel, um gênero literário alemão, que tem como característica os diálogos, as músicas e os efeitos sonoros, para o ouvinte imaginar a história. Esse gênero se iniciou na década de 1920 e ganhou maior popularidade a década de 1940.
No período em que a obra foi escrita, o rádio era o contato mais próximo que população tinha com as informações, mas depois com a chegada da televisão, o rádio decaiu bastante. Na Alemanha, o primeiro Hörspiel foi transmitido em 24 de outubro de 1924. Já a peça de Borchert foi ouvida pela primeira vez pelo público no dia 13 de fevereiro de 1947.

## Draußen vor der Tür
Em janeiro de 1947, Borchert escreveu a única peça dramática de sua obra: Draußen vor der Tür,que foi levada ao ar pela primeira vez pela rádio emissora de Hamburgo em fevereiro do mesmo ano, e fez com que Borchert saísse do quase anonimato e se transformasse em um grande nome do cenário literário alemão.
Draußen vor der Tür relata a estória do soldado Beckmann, jovem militar que retorna à Alemanha depois de ser derrotado nos campos de batalha da Sibéria.
Ao chegar à terra natal, não encontra mais o que havia deixado: a esposa está em companhia de outro homem; os pais morreram e o filho, que nem chegou a conhecer, também.
Procura emprego e compaixão, mas tudo o que encontra por parte de seus semelhantes é indiferença e incompreensão. Quando, finalmente, uma jovem o acolhe, sente-se culpado por estar assumindo o lugar de outro soldado.
A descrição dos personagens, diferentemente do que se costuma apresentar nos textos de peças teatrais, não apresenta características físicas e materiais dos personagens, mas sim, psicológicas e sociais.
Percebe-se, então, que a maioria dos personagens é designada por sua “função” social, e não por um nome, o que possibilita maior identificação do público.
Após a descrição dos personagens, encontramos “três textos” antes das cenas propriamente ditas. Os três parecem ser a mesma introdução à obra sob três pontos de vista diferentes, ou ainda, sob três formas distintas.
O primeiro texto que se segue à descrição dos personagens não possui título e figura como uma introdução na qual o autor antecipa a história de Beckmann, ao mesmo tempo que o situa no contexto histórico alemão, através de um relato feito por um narrador desconhecido, que parece ao mesmo tempo narrar e refletir sob a situação de Beckmann.
A seguir, encontramos o texto auto-denominado Vorspiel, ou seja, o prólogo, o qual é conceituado como introdução a uma obra. Porém, esse prólogo aparece como uma introdução ficcionalizada da peça, a partir de um diálogo entre Deus e a Morte.
Por fim, o trecho intitulado “Der Traum” (o sonho), relata o que está se passando com Beckmann, através de um diálogo entre o próprio soldado e o rio Elba, onde momentos antes ele havia se atirado.
O restante da obra é dividido em cinco cenas, ambientadas na cidade de Hamburgo, nas quais o soldado Beckmann procura razões para continuar vivendo, mas encontra apenas a incompreensão e a indiferença por parte daqueles a quem se dirige.
A obra discute as consequências da guerra, as diferenças sociais e o apoio ao nazismo.Faz uma crítica contundente à sociedade da época que retrata, mas também à indiferença que os humanos têm para com seus semelhantes.
Podem ser encontrados, também, vários traços do movimento expressionista, já que a história se desenvolve num ambiente repleto de irrealidades.

### Drauβen vor der Tür- Divisão de Cenas
A peça é dividia entre: Introdução, Prólogo, Sonho, Cena 1, Cena 2, Cena 3, Cena 4 e Cena 5.
A Introdução é uma visão que o autor tem sobre as pessoas que estão vivendo naquele lugar destruído e também o sentimento que os soldados têm quando voltam para suas casas. 
Já o Prólogo é a conversa é uma conversa em Deus (representado por um Velho que está sempre chorando) e a Morte (representado pelo Agente Funerário). O diálogo entre eles é sobre a nova sociedade que está descrente na figura de deus e que a morte é agora o “novo deus”.
O Sonho é o diálogo entre o soldado Beckmann, que tenta se matar se jogando no rio Elba, e o rio Elba, que não  aceita aquela atitude de uma rapaz jovem e o manda de novo para a beira do rio para tentar mais uma chance na vida.
Na Cena 1, aparece um personagem que aparecerá no decorrer das outras cenas, que se chama o Outro, ele representa a figura de Beckmann mais jovem, o homem que acreditava na vida. E esses dois Beckmann conversam sobre aquela nova chance de recomeçar a vida.
Já Cena 2, Beckmann conhece a Moça, que o ajuda a sair da beira do rio e o leva para sua casa, dá-lhe roupas secas e diz que mora sozinha, mas que tinha sido casada com um soldado que morreu na batalha de Stalingrado, o mesmo lugar onde Beckmann tinha sido suboficial.
No final dessa cena, Beckmann foge apavorado por perceber que o fantasma do marido da Moça está atrás dele.
A Cena 3, Beckmann vai procurar o verdadeiro culpado pelas mortes nos campos de batalha, que é o Coronel, que está jantando com sua família e se depara com a figura de um soldado que começa a lhe contar sobre os acontecimentos das batalhas, das mortes, dos familiares desesperados por notícias de seus parentes e diz se ele consegue dormir a noite com as vozes das pessoas chamando por ele.
O Coronel não acha o discurso do soldado muito interessante, mas engraçado e diz a Beckmann que ele deveria procurar algum teatro, por que ele daria um ator perfeito para comédias.
Inocentemente, Beckmann na Cena 4 vai procurar o Diretor de um teatro, que inicia a cena com discurso sobre os jovens alemães, que eles deveriam ser mais engajados, lembrar-se dos clássicos para ter inspiração. Beckmann tenta mostrar ao diretor que tem talento, mas é recusado, pois ele precisa adquirir mais experiência.
A cena final(Cena 5) é quando Beckmann cansa de todas aquelas pessoas e volta para a casa de seus pais, que estava ocupada por uma mulher chamada Senhora Kramer. Beckmann pergunta a respeito do seus pais e ela diz que eles estão num cemitério em Ohlsdorf. Ao ouvir dos deboches da senhora Kramer, Beckmann se irrita e sai andando pelas ruas.
No final, ele permanece sozinho e sem resposta para suas questões sobre a nova realidade.